# Inflaconys
El músic, el meret, el serrà de bou, serrà de fang, el serrà menut, el serranet, l’inflaconys o el treslliures entre altres denominacions populars (Serranus hepatus) és una espècie de peix de la família dels serrànids i de l'ordre dels perciformes. Es troba des de Portugal i les Illes Canàries fins al Senegal. També a la mar Mediterrània. És molt espantadís i, per la seua petita mida, és difícil veure'l, encara que, a segons quins indrets, és abundant. S'adapta bé a la vida dins d'un aquari.
Es pesca amb arts d'arrossegament. Esportivament es pesca amb volantí, però encara que sigui molt voraç no és habitual pescar-lo.

## Morfologia
Els mascles poden assolir els 25 cm de longitud total (és el més petit de la seua família). El cos és oval i alt, i el perfil és corb tant en el dors com en el ventre. Presenta de tres a cinc bandes transversals fosques, on la primera és la més clara. El cap és gros, la seua llargària és una tercera part del total. La boca és ampla amb les mandíbules extensibles. Els ulls són grossos. Té dues espines a l'opercle branquial i la vorera posterior és dentada. L'aleta dorsal és llarga amb una petita fenedura entre els radis durs i tous, on apareix una taca negra. Les pectorals són arrodonides. Les pelvianes són petites i de color negre. L'anal és curta amb tres radis espinosos. La caudal és arrodonida. És de color marró vermellós amb tons groguencs.

## Ecologia
És una espècie costanera i sedentària. Viu a fons sorrencs i rocallosos amb vegetació a partir dels 10 m de fondària fins als 100 m.
Menja mol·luscs, crustacis i peixos petits.
És hermafrodita: el mateix individu pot actuar com a mascle o femella, però no es pot autofecundar. Es reprodueix durant els mesos de primavera i estiu. Els ous i les larves són pelàgiques.